# Ostrava Open
El Torneig d'Ostrava, oficialment conegut com a J&T Banka Ostrava Open, és un torneig professional de tennis que es disputa sobre pista dura interior. Pertany als Premier Tournaments del circuit WTA femení i se celebra a l'Ostravar Aréna d'Ostrava, República Txeca.
El torneig es va crear l'any 2020, aprofitant que molts torneigs es van cancel·lar a causa a la pandèmia de COVID-19.

## Palmarès

### Individual femení
| Any  | Campiona           | Finalista         | Resultat         |
| ---- | ------------------ | ----------------- | ---------------- |
| 2022 | Barbora Krejčíková | Iga Świątek       | 5−7, 7−6(4), 6−3 |
| 2021 | Anett Kontaveit    | Maria Sakkari     | 6−2, 7−5         |
| 2020 | Arina Sabalenka    | Viktória Azàrenka | 6−2, 6−2         |

### Dobles femenins
| Any  | Campiones                     | Finalistes                       | Resultat |
| ---- | ----------------------------- | -------------------------------- | -------- |
| 2022 | Caty McNally Alycia Parks     | Alicja Rosolska Erin Routliffe   | 6−3, 6−2 |
| 2021 | Sania Mirza Zhang Shuai       | Kaitlyn Christian Erin Routliffe | 6−3, 6−2 |
| 2020 | Elise Mertens Arina Sabalenka | Gabriela Dabrowski Luisa Stefani | 6−1, 6−3 |